# Yannick Perrin
Yannick Perrin, també conegut com Stan Lubrick, és un director de cinema francès de pel·lícules pornogràfiques.

## Biografia
Començà com a operador de càmera de pel·lícules institucionals, va debutar el 1996 al cinema porno, utilitzant el pseudònim de Stan Lubrick. Sota aquest nom, signa uns 230 vídeos en nom de la companyia JTC, barrejant pel·lícules fetitxistes, paròdies de comèdies franceses d'èxit (Le Ciel, les oiseaux et ta femme) i obres de títols esbojarrats (Titanic aux gros seins, o Une blonde, une brune, ma bite et mon couteau).
El 2003 va signar un contracte amb la societat Blue One, que subministra cinema pornogràfic sobretot a Canal + i de la qual després es va convertir en un dels principals directors. Va canviar el seu pseudònim per a l'ocasió, rebatejant-se Yannick Perrin ("Perrin" és un homenatge al nom del personatge interpretat per Patrick Dewaere en una de les seves pel·lícules preferides El cop de cap). DLes principals estrelles del porno francès de l'època, dones com Ovidie, Katsuni, Nomi, Karen Lancaume, Nina Roberts, Élodie Chérie o Tiffany Hopkins i masculines com HPG, Sebastian Barrio, Phil Hollyday o Tony Carrera, prefereix la pornografia amb guió a l'antiga en lloc de la gonzo. També es distingeix donant a les seves pel·lícules un to fàcilment burlesc i demanant als seus actors pornogràfics que actuin en un registre més extens del que és habitual. El 2004 va dirigir en nom de Blue One i Canal + Le Plaisir à 20 ans, una pel·lícula X destinada a celebrar el vintè aniversari del canal encriptat.
Aficionat a les comèdies populars franceses, signa el 2007 Le Camping des foutriquets (paròdia X de Camping de Fabien Onteniente, produït per l'editor de Hot Vidéo), que en el moment del seu llançament va suposar el pressupost més gran del porno francès. Després va continuar rodant pel·lícules X, mentre deplorava el predomini de la gonzo i l'evolució del gènere cap a pràctiques extremes. També col·labora amb altres directors, com Ovidie qui fou l'editor de la pel·lícula Liberté sexuelle. Ha treballat regularment amb Tony Carrera, amb qui codirigeix pel·lícules dins del segell Les Compères.

## Filmografia parcial
- 2000: Les Interdits de la gynéco
- 2001: Ma femme est une star du X
- 2001: La Boom
- 2001: Dans la peau d'Ovidie
- 2001: Le Lâcher de salopes
- 2002: Comment reconnaître une vraie salope ?
- 2002: Digital Sex Bamboo et Nomi
- 2002: Le Fabuleux Destin d'Ovidie
- 2002: Une blonde, une brune, ma bite et mon couteau
- 2002: Opération sex élection
- 2002: Le Ciel, les oiseaux et ta femme
- 2002: Sexe eXpress
- 2003: Les Acrobites
- 2003: Baise-moi si tu veux
- 2003: À nous les petites infirmières
- 2003: Les Parisiennes
- 2003: Les Secrétaires
- 2003: Mes meilleures copines
- 2004: La Nymphomane
- 2004: Belles comme la vie
- 2004: Les Ravageuses à la ferme
- 2004: Le Plaisir à 20 ans
- 2007: Le Camping des foutriquets
- 2008: Les Majorettes
- 2009: Comment épouser son patron
- 2010: Plus sexe la vie[3]
- 2010: Encore plus sexe la vie
- 2010: En Nou Koke En Gwada : Allons baiser en Guadeloupe[4]
- 2011: Plans q à la Saint-Valentin[5]
- 2014: Les Auto-entrepreneuses (amb Tony Carrera)
- 2014: Les Serveuses (amb Tony Carrera)
- 2016: La Comptable (amb Tony Carrera)
- 2016: Profs à domicile(amb Tony Carrera)
- 2016: Moi, moche et mes salopes
- 2017: Moi Patrick, chauffeur VTC